# 威靈
韦灵是倫敦的一個地區，位於查令十字東北約10.5英里處，屬於貝克斯利倫敦自治市。在歷史上威靈屬於肯特郡。